# Carel Visser
Carel Nicolaas Visser (Papendrecht, 3 mei 1928 – Le Fousseret, 1 maart 2015) was een Nederlandse beeldhouwer, tekenaar en graficus.

## Leven en werk
Visser volgde van 1948 tot 1949 een studie architectuur aan de Technische Hogeschool in Delft en aansluitend tot 1951 beeldhouwkunst aan de Koninklijke Academie van Beeldende Kunsten in Den Haag. Na een studiereis in Engeland en Frankrijk vestigde hij zich in 1952 in Amsterdam. Hij creëerde aanvankelijk gestileerde, ijzeren vogelsculpturen en had zijn eerste solo-expositie in 1954 bij Galerie Martinet in Amsterdam. In 1957, toen zijn beeldhouwstijl abstracter was geworden, brak een periode met enkele reizen aan: een studiereis naar Italië (Sardinië) met een beurs van de Italiaanse overheid in 1957, een verblijf als visiting professor aan de Washington University, Saint Louis (Missouri) (V.S.) in 1962 en een studiereis naar Mexico met een Nederlandse staatsbeurs in 1965. Visser was docent aan de Koninklijke Academie in Den Haag van 1958 tot 1962.
Rond 1960 hield hij zich bezig met de massieve gesloten kubus van ijzer en de "slappe" kubus van draad. Visser laat zich onder andere inspireren door de natuur (plant en dier), wat ook zijn gebruik van natuurlijke materialen zoals hout, wol, zand, veren, botjes, touw en leer verklaart.
In 1968 werd Visser uitgenodigd voor de 4.documenta in Kassel en de Biënnale van Venetië. In hetzelfde jaar werd door Jonne Severijn een documentaire film gemaakt over zijn werk. Visser vestigde zich in 1981 in Rijswijk (Gelderland). Hij was van 1966 tot 1998 docent aan de Ateliers '63 in Haarlem en Amsterdam.

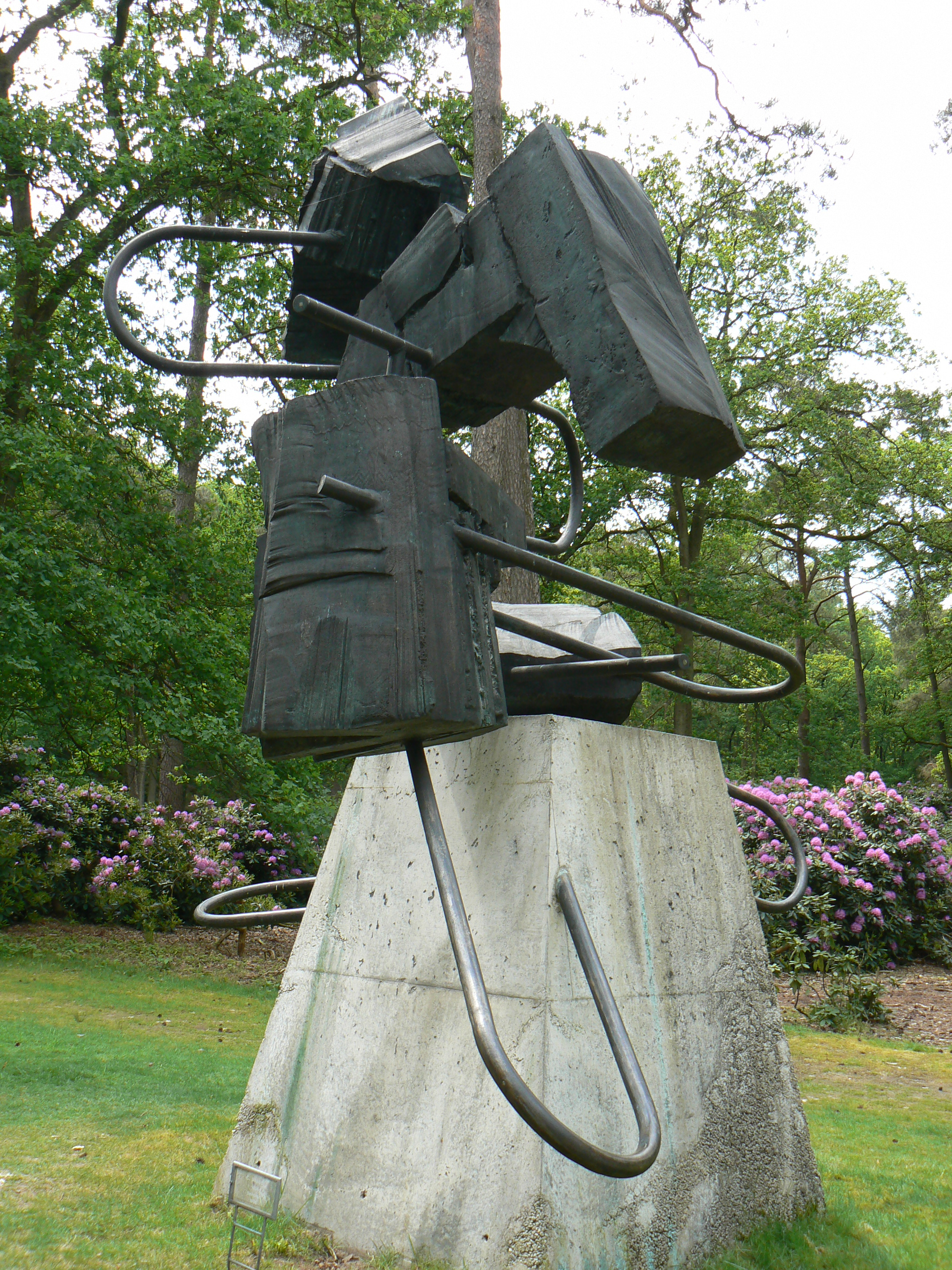
Pleinbeeld (1998) Beeldenpark Kröller-Müller Museum, Otterlo

Carel Visser wordt gezien als een van de belangrijkste constructivistische beeldhouwers van Nederland. Zijn latere werk kenmerkt zich door assemblage van een veelheid aan materialen, zoals autobanden, olievaten, autoruiten, leer, schapenvacht, veren, eieren enzovoorts. Hij maakte geordende verbindingen met deze zogenaamde grote en soms kleine objets trouvés. Een aantal van zijn werken wordt ook wel vergeleken met een muziekcompositie waarbinnen herhaling en variatie een belangrijke rol spelen.
Zijn werken uit de periode 1975-1985 zou men environments kunnen noemen, in tegenstelling tot het meer sculpturale werk zoals het Stervend paard (circa 1949).
Visser is op 1 maart 2015 op 86-jarige leeftijd overleden in zijn Franse woonplaats Le Fousseret.

## Werk in openbare collecties (selectie)
- CODA Museum, Apeldoorn
- Kröller-Müller Museum, Otterlo
- Museum Boijmans Van Beuningen, Rotterdam
- Rijksmuseum Twenthe, Enschede
- Stedelijk Museum, Amsterdam
- Stedelijk Museum 's-Hertogenbosch
- Tate Modern, Londen

## Prijzen
- 1968 : David E. Bright Prize
- 1972 : Staatsprijs voor beeldende kunst en architectuur
- 1971 : Prijs 8e internationale Graphic Biënnale, Tokio;
- 1992 : Kunstprijs van de stad Amsterdam
- 2004 : Wilhelminaring

## Exposities (selectie)
- 1956: "Internationale de sculpture Contemporaine" - Musée Rodin, Parijs
- 1957: "Nederlandse Beeldhouwkunst" - Museum Boijmans Van Beuningen, Rotterdam
- 1959: "Beelden in het heden" - Stedelijk Museum, Amsterdam
- 1968: Nederlandse inzending voor de XXXIV Biënnale van Venetië
- 1985: "BEELDEN 1975-1985" - Museum Boijmans Van Beuningen, Rotterdam (overzichtstentoonstelling)
- 1990: "Carel Visser" - Sprengel-Museum, Hannover
- 2008: "Carel Visser" - Rijksmuseum Twenthe, Enschede bij zijn tachtigste verjaardag
- 2017: "Carel Visser" - Kröller-Müller Museum, Otterlo
- 2019: "Genesis" - Museum Beelden aan Zee, Den Haag

## Werken (selectie)
- 1949: Stervend paard (ijzer) in het Kröller-Müller Museum
- 1962: De Grote Vier bij De Zonnehof in Amersfoort
- 1961-1964: Signaal 1 en 2, geplaatst in Den Haag, in 2000 verdwenen, teruggevonden en in 2024 geplaatst in de museumtuin van het Rijksmuseum Amsterdam
- 1964: Acht gestapelde balken in het Rijksmuseum Amsterdam
- 1960-1964: 2 U's naar buiten, 2 U's naar binnen in het Bos en Lommerplantsoen in Amsterdam
- 1965: Stapeling in Stadskanaal
- 1967: Kubus en zijn stapeling (staal) in het Beeldenpark van het Kröller-Müller Museum in Otterlo
- 1967: Grote Auschwitz in het beeldenpark van het Kröller-Müller Museum
- 1968: When the saints go marching in, Segbroeklaan in Den Haag
- 1968: Speelplastiek, Apollolaan in Oegstgeest
- 1968: Dubbelspel, Enschedesestraat/Wolter ten Catestraat, Hengelo
- 1969: De Poort in Groningen
- 1971: Kubus en uitslag (plaatstaal en leer)
- 1975: Sculptuur, Robert Kochplein in Utrecht
- 1977: 6 elementen - Multitude, Skulpturpark, Herning (Denemarken)
- 1980: Landschap (metaal, jute en hout)
- 1984: Door (through) 8 delen (tractorbuitenband, 2 olievaten, ijzeren staven, 2 struisvogeleieren, autovoorruit)
- 1985: Zes sculpturen, vijver voor het Museon, Stadhouderslaan in Den Haag
- 1998: Pleinbeeld in het beeldenpark van het Kröller-Müller Museum
- 2001: Moeder en Kind (brons) beeldenroute Westersingel en Internationale Beelden Collectie in Rotterdam
- 2004: Meer 9 (cortenstaal), President Kennedylaan in Apeldoorn

## Fotogalerij

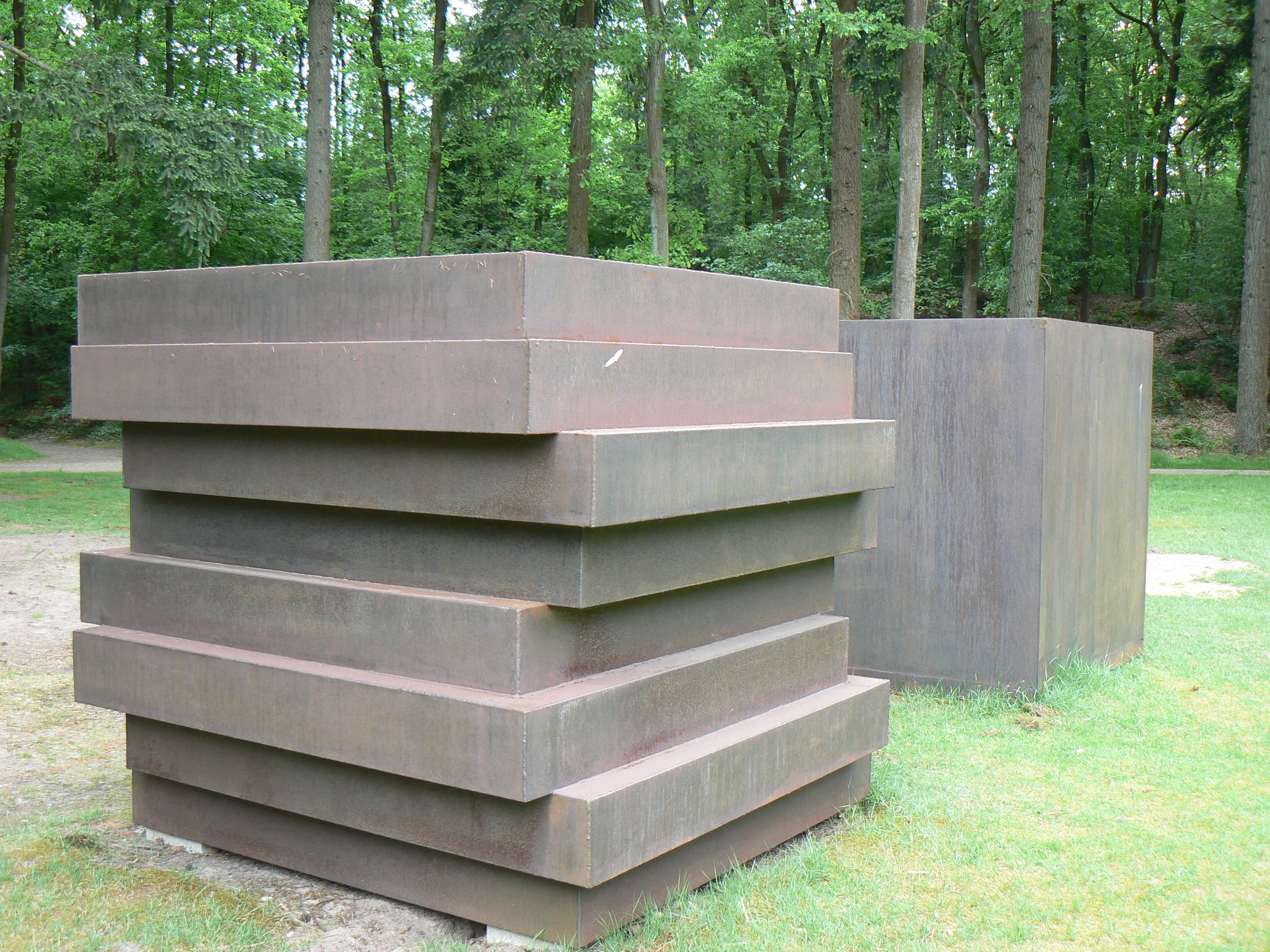
Kubus en zijn stapeling (1967), Otterlo
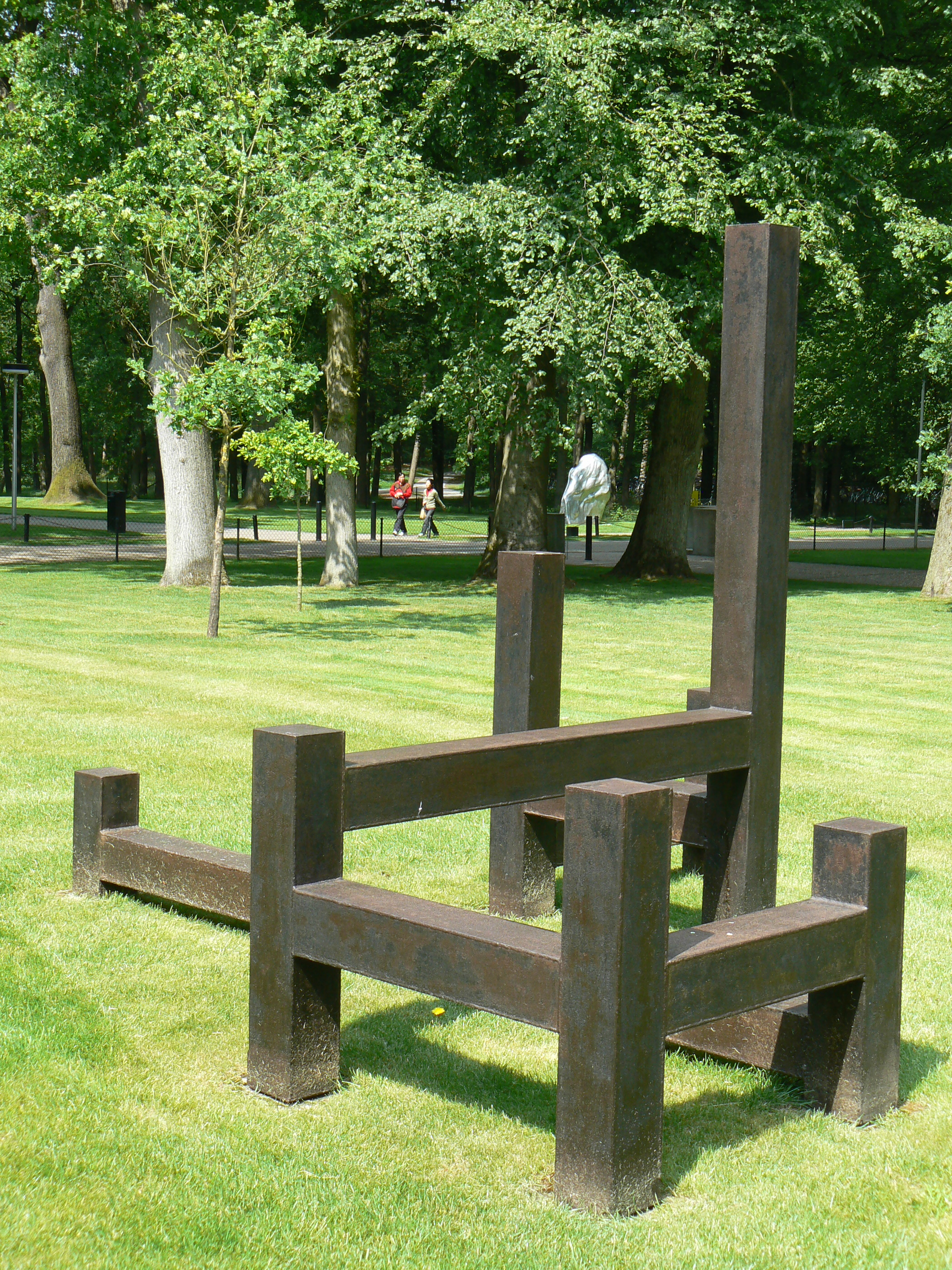
Grote Auschwitz (1967), Otterlo
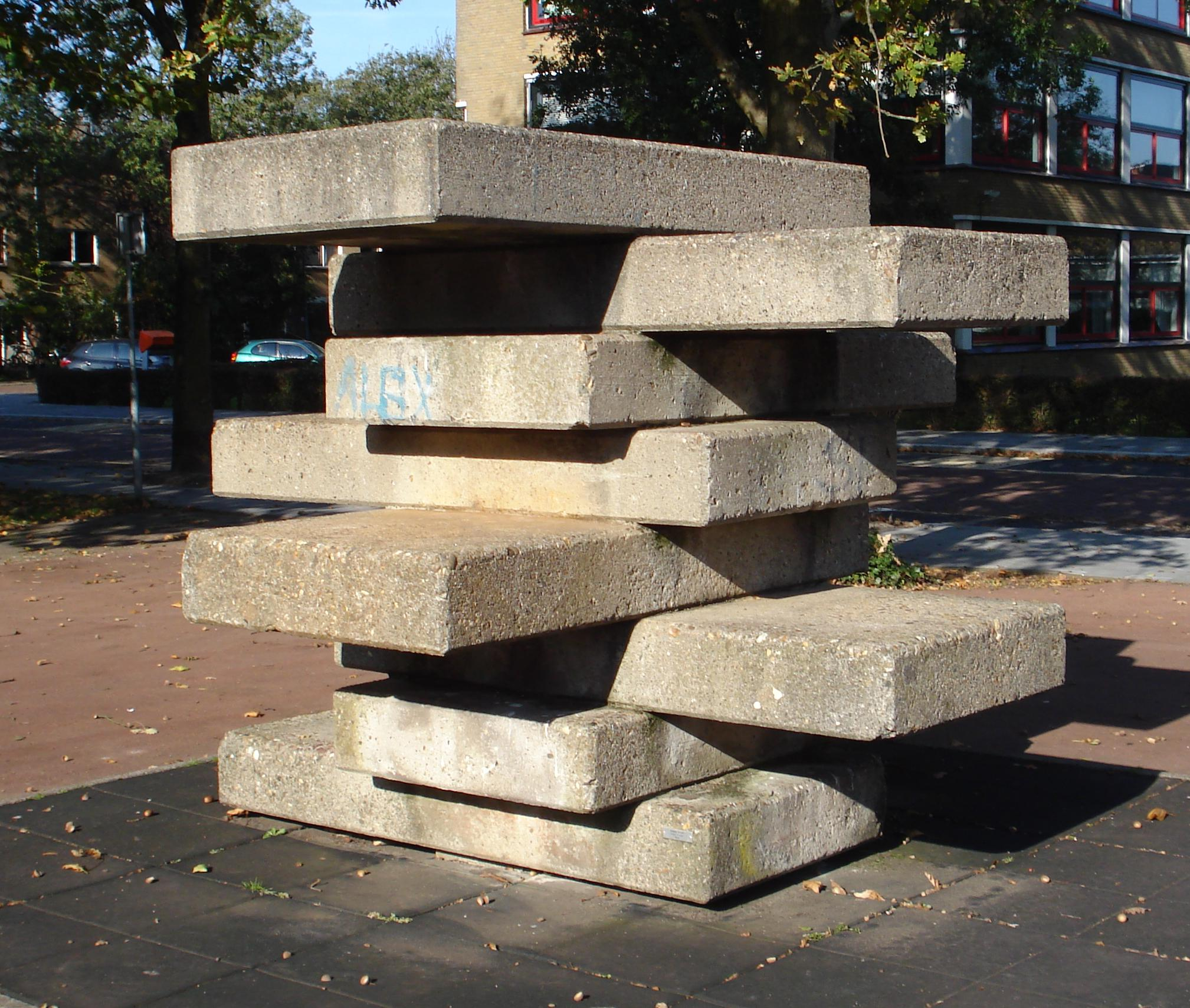
Speelplastiek (1968), Oegstgeest
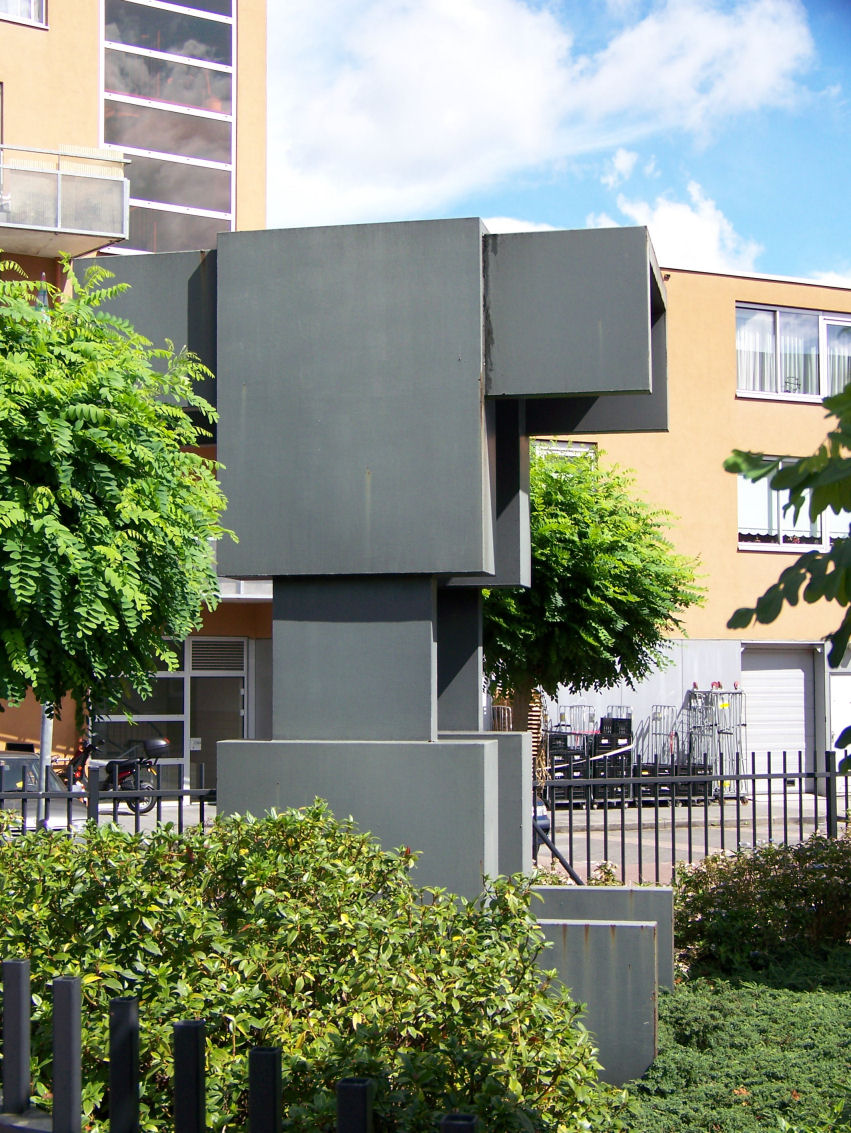
De Poort (1969), Groningen
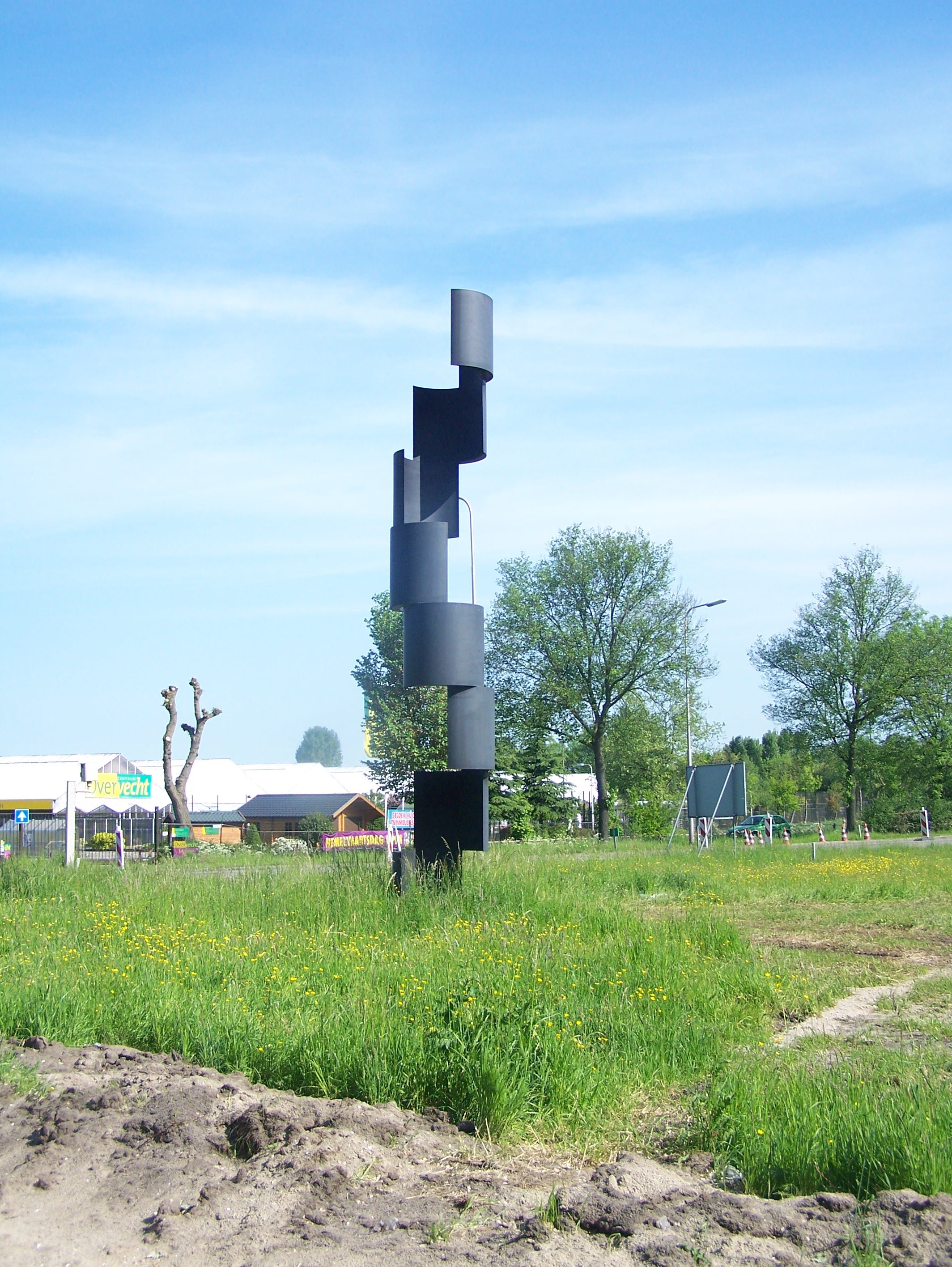
(1975), Utrecht
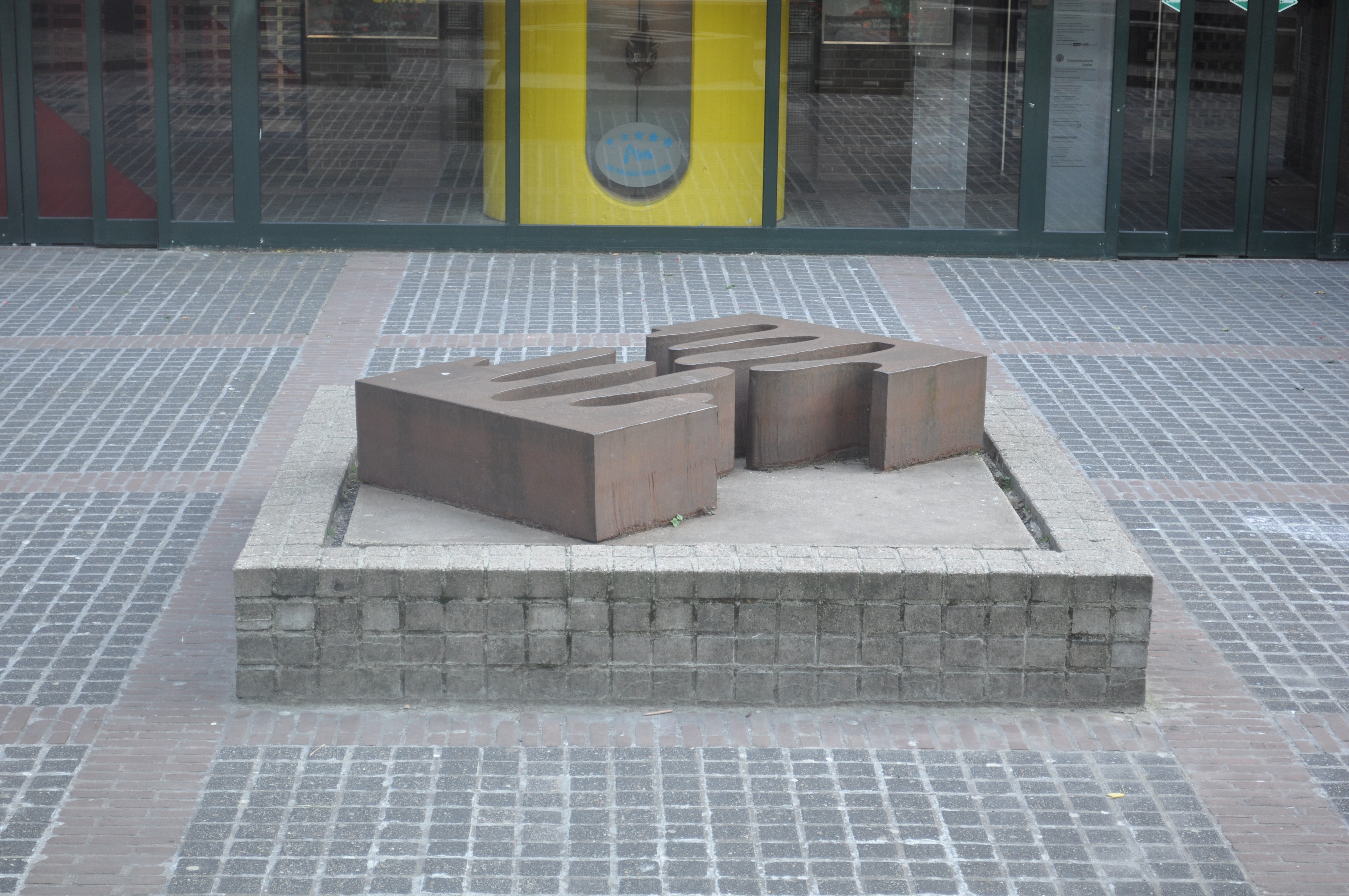
Vijfstromenland (1981), Amsterdam (afbeelding 2010)
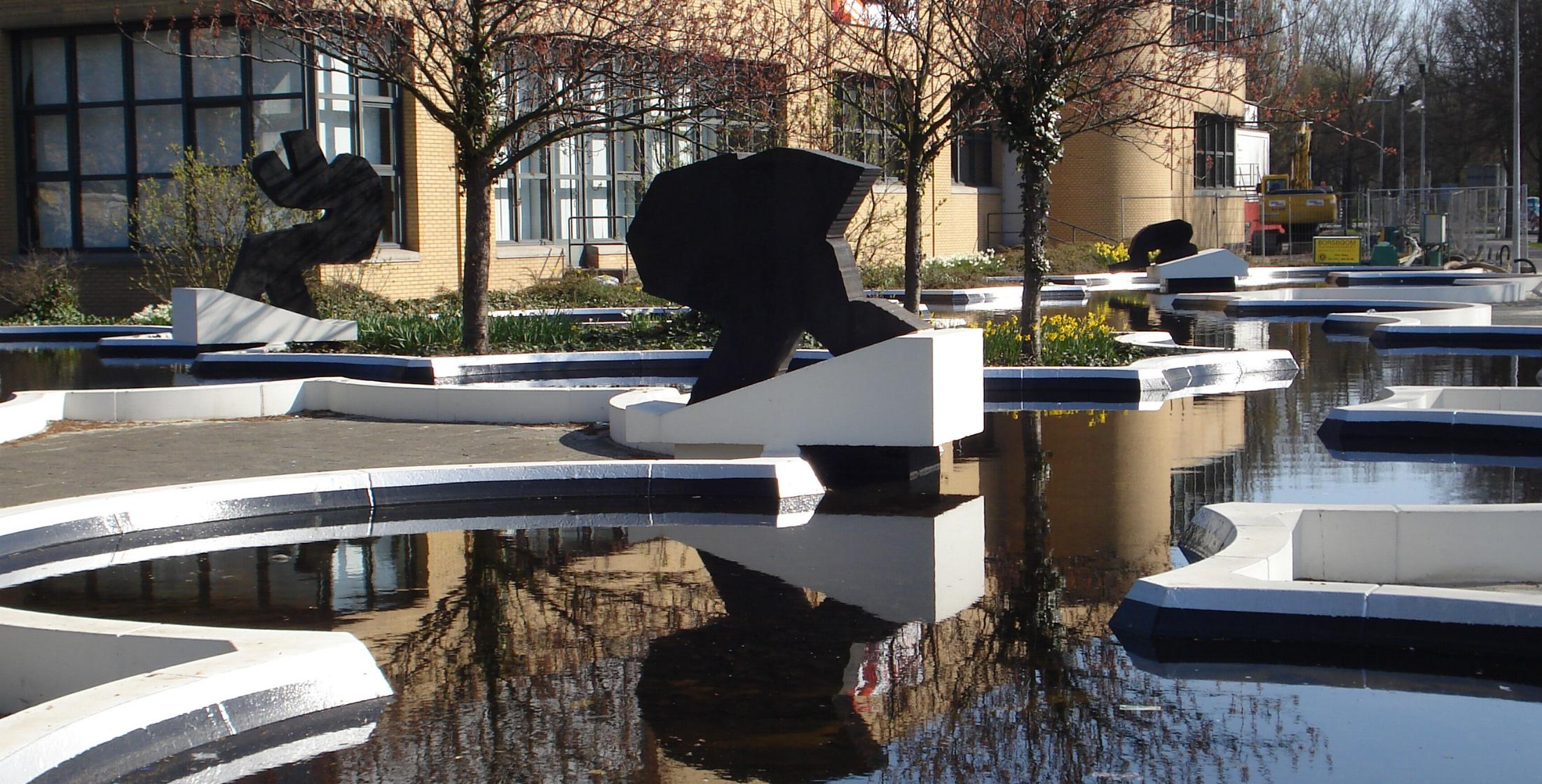
Zes sculpturen (1985), Den Haag
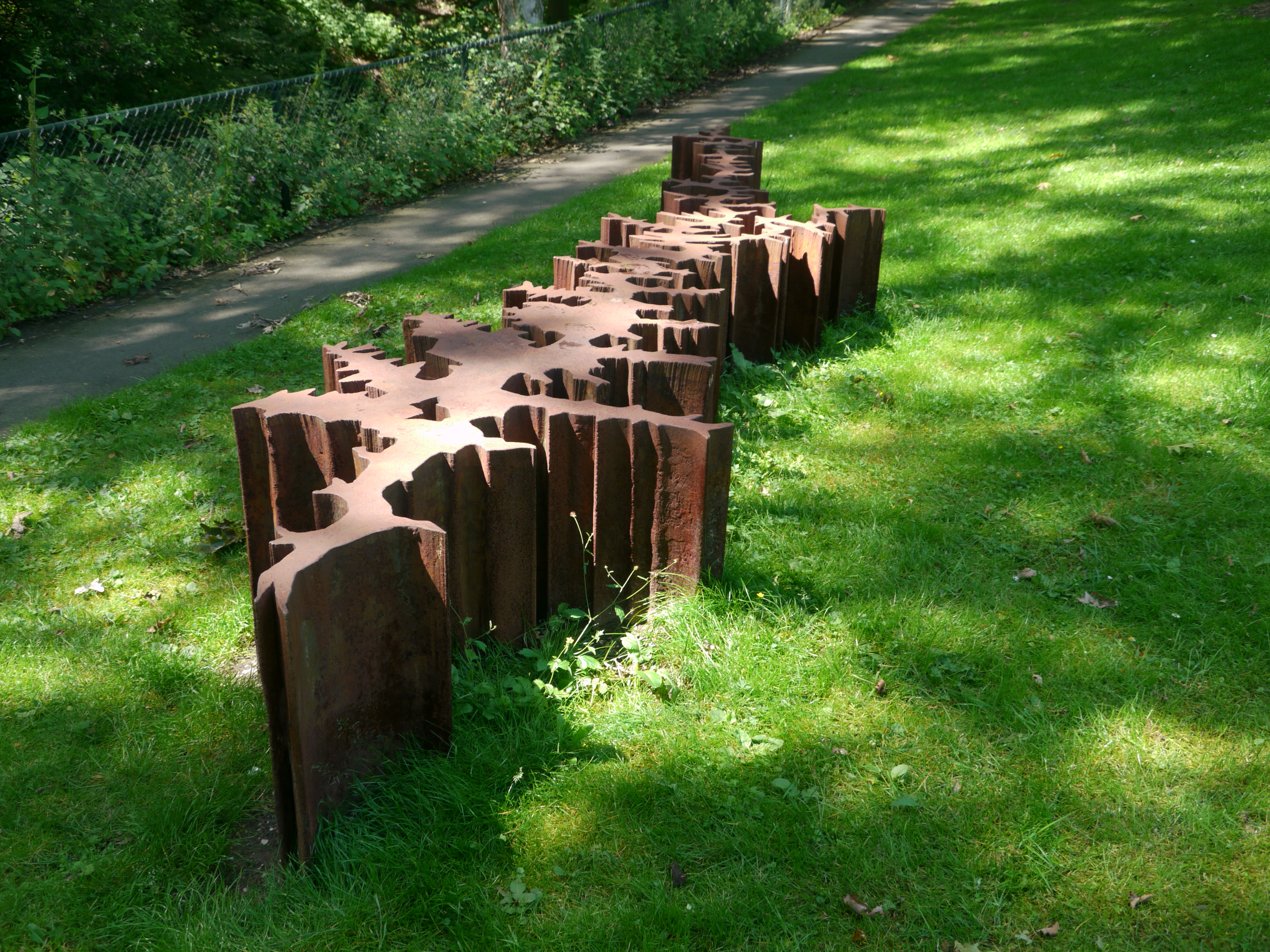
Meer (2004), Apeldoorn